# Isola di Bunce
L'Isola di Bunce (nota anche come Bence, Bense o Bance, in inglese Bunce Island) è un'isola della Sierra Leone.

## Descrizione
Situata a circa 32 chilometri a monte dalla capitale della Sierra Leone, Freetown, l'isola si trova sull'ampio estuario del fiume Rokel. Anche se si tratta solo di una piccola isola, lunga circa 1650 metri e larga 350 metri, la sua posizione strategica al limite della navigazione su uno dei porti naturali più grandi in Africa, ne ha fatto una base ideale per il traffico navale.

## Storia

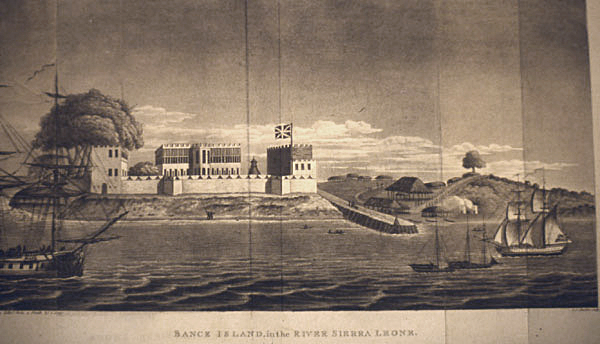
Isola e fortezza nel 1805

Bunce fu colonizzata dai mercanti di schiavi inglesi intorno al 1670, e per la sua importanza come stazione commerciale britannica, l'isola divenne un attraente bersaglio in tempo di guerra.
Forze navali francesi attaccarono il castello costruito sull'isola per ben per quattro volte (nel 1695, 1704, 1779 e 1794). Nel 1779 l'attacco fu portato da forze francesi e degli Stati Uniti alleate, che approfittavano del conflitto per attaccare possedimenti britannici al di fuori del Nord America. Anche i pirati hanno attaccato il castello per due volte (nel 1719 e 1720)
Per tutti questi accadimenti dal 1948 l'isola è protetta dallo Stato come sito di importanza storica; il primo di questo genere in Sierra Leone.